# Vreten och Furulund
Vreten och Furulund var en av SCB avgränsad och namnsatt småort i Södertälje kommun. Den omfattadebebyggelse sydväst om Järna i Överjärna socken.
Området avgränsades av SCB som en småort år 1990 och år 1995. Sedan var befolkningen färre än 50 personer under några år men år 2010 blev orten småort igen, denna gång med en annan småortskod. Vid avgränsningen 2020 var det färre än 50 boende och småorten avregistrerades igen.